# Errores de acuñación
Los errores de acuñación son inherentes al proceso de fabricación de las monedas en la Casa de la Moneda. Estos incluyen cualquier cosa no planeada que le suceda a la moneda hasta que se complete el proceso de acuñación. Los errores de acuñación pueden ser el resultado de un deterioro del equipo de acuñación, accidentes o fallos durante el proceso de acuñación o intervenciones del personal de la Casa de la Moneda. Las monedas son sometidas a un proceso de inspección durante su producción y normalmente se detectan monedas con errores. Sin embargo, algunas de ellas son puestas en circulación inadvertidamente. Los métodos de producción modernos evitan muchos errores y los contadores automáticos son eficaces para sacar de circulación las monedas con errores.  Los daños que sufren las monedas cuando están fuera de las instalaciones de la Casa de la Moneda (daños posteriores a la acuñación) a veces pueden parecer errores verdaderos de acuñación. Las monedas con errores pueden ser valiosas para los coleccionistas dependiendo de su rareza y condición. Algunos coleccionistas de monedas se especializan en monedas con errores. 
Los errores pueden deberse a cospeles defectuosos, cuños defectuosos o a errores cometidos durante la acuñación misma de la moneda. Algunos errores tienen múltiples causas y no todos encajan perfectamente en las categorías señaladas. Por ejemplo, es posible que falten elementos de diseño en las monedas porque las hendiduras del troquel se llenaron con grasa — un problema con el troquel, pero el error ocurre cuando se acuña la moneda). Los nombres utilizados para identificar categorías específicas de errores pueden describir la causa del error (grieta en el troquel, troquel rotado, cospel capado), la apariencia de la moneda (escalones ondulados, estelas, elemento faltante) u otros factores (mula, descantillado, brockage). Algunos errores se conocen con varios nombres; por ejemplo, los errores de troquel relleno también se conocen como errores de elementos del diseño faltantes y como errores de objeto extraño interpuesto en la acuñación.
Algunos errores, como una acuñación descentrada, son únicos. Otras fallas, como los que resultan de una grieta específica en el troquel, forman una variante, es decir, un grupo de monedas con detalles o características distintivas. El hecho que la falla sea única no implica necesariamente que la moneda sea valiosa. Aunque ninguna otra moneda puede ser igual a una moneda con una determinada acuñación descentrada, las acuñaciones descentradas de diversos grados no son extremadamente raras. Las monedas producidas por fallas accidentales son quizás las más numerosas, aunque en la acuñación moderna son raras, lo que las hace potencialmente valiosas para los coleccionistas. La intervención intencional por parte del personal de la Casa de la Moneda normalmente no implica un intento deliberado de crear un error, sino que suele ser una acción destinada a mejorar la calidad que hasta ese momento no era la deseada.

## Errores en la preparación del cospel
Las Casas de la Moneda compran largas tiras de metal que se introducen en máquinas troqueladoras que las perforan para obtener discos conocidos como cospeles. en los que se acuñan las monedas. Esto determina el tamaño y la forma de las monedas finales.

### Cospel en bruto

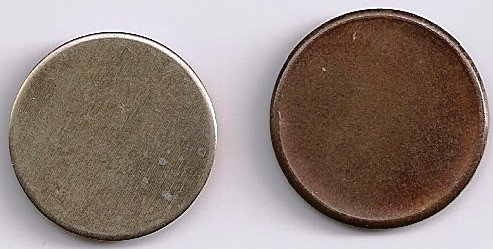
Disco tipo 1 (izquierda) para monedas de diez centavos de EE. UU. y disco tipo 2 para monedas de un centavo (derecha)

Los discos obtenidos se conocen como discos "Tipo 1". Después de que un tipo especial de prensa agrega un pre-listel, los discos se denominan "Tipo 2" (o cospel propiamente tal). A veces de manera fortuita, los discos Tipo 1 y Tipo 2 son puestos en circulación. Los discos tipo 2 también pueden considerarse errores de acuñación, ya que se preparan correctamente, pero salen de la Casa de la Moneda sin haber sido acuñados.

### Cospel capado
Se pueden producir problemas cuando la tira de metal, de la cual se obtienen los cospeles, pasa por la máquina troqueladora. Los punzones cortantes a veces sobrepasan los bordes del riel produciendo un clip recto . A veces, los punzones golpean un área de la tira que se superpone al agujero dejado por el golpe anterior produciendo un clip curvo. En estas monedas con clip curvo, a menudo el borde opuesto al clip muestra una distorsión distintiva y una pérdida de detalle llamada efecto Blakesley . A veces el final de riel es irregular y se pueden producir clips irregulares .

### Grosor inadecuado del cospel
A veces las monedas se acuñan en cospeles que son demasiado delgados o demasiado gruesos, produciendo monedas con pesos fuera de norma. Este error puede deberse a configuraciones incorrectas del equipo que hacen que la tira de metal sea laminada con un grosor incorrecto o al uso de una tira de metal destinada a otra denominación de moneda, como un cospel de un cuarto de dólar estadounidense cortado de una tira proveniente de un rollo de metal destinado a monedas de diez centavos.

### Defecto de laminación
Un falla de laminación es un defecto en el cospel que es el resultado de impurezas metálicas o tensiones internas. Los defectos de laminación provocan decoloración, superficies irregulares, descascaramiento y separación de capas.

### Split planchet
Un error de moneda de cospel dividido ocurre cuando, durante la preparación de la tira desde donde se obtienen los cospeles, impurezas como gas, suciedad o grasa quedan atrapadas debajo de la superficie de la pieza de metal en bruto, creando una debilidad o un defecto de laminación. Esta zona débil del metal puede descascararse, pelarse o separarse del cospel porque la fusión es deficiente debido a la presencia de los contaminantes.
Los errores de cospeles que se separan normalmente se limitan a cospeles compuestos de una aleación, como los centavos y las monedas de cinco centavos de EE. UU.,  y la moneda australiana de cincuenta centavos.  Los errores de cospel dividido no deben confundirse con los "errores de pérdida del baño de metal", que solo  afecta a las monedas revestidas y chapadas. Esos tipos de error son errores de adherencia y no errores de aleación.
Una separación puede ocurrir antes o después de acuñar la moneda. Los términos descriptivos "separado antes de la acuñación" y "separado después de la acuñación" se utilizan para distinguir los respectivos tipos. Una moneda "dividida antes de la acuñación" mostrará diseño en ambos lados de la moneda, tendrá estrías gruesas a finas y, por lo general, estará débilmente golpeada. Una "separación después del golpe" mostrará un golpe normal en un lado, pero tendrá una superficie áspera y sin diseño en el otro lado  y siempre pesará menos que un cospel normal. 

### Defecto de chapado
Muchas monedas modernas están hechas de capas de diferentes metales, conocidas como chapado . Estas capas de revestimiento a veces se pelan, se doblan o se separan por completo.

## Errores en los punzones y cuños
Las Casas de la Moneda utilizan punzones con imágenes en relieve similares a como aparecen en una moneda para grabar diseños en negativo en los extremos de barras cilíndricas de acero. Esas barras se convierten en los cuños que golpean los cospeles y los convierten en monedas. Los errores en los punzones y en los cuños pueden ocurrir en el momento en que se fabrican las cuños, cuando se instalan en las prensas y debido al deterioro de los cuños por su uso. Aún se acuñan monedas modernas con errores en los punzones y los cuños cuando los defectos son demasiado pequeños como para ser detectados a simple vista. A veces se utilizan troqueles a pesar de tener defectos obvios, como en el caso del centavo de Lincoln de 1955 de Estados Unidos.

### Errores en el diseño del cuño
Un error fundamental en el troquel ocurre cuando éste no está diseñado como lo pretendían los mandantes. Por ejemplo, en abril de 2013, el Banco Central de Irlanda emitió una moneda de plata conmemorativa de 10 € en honor a James Joyce que citaba incorrectamente una famosa frase de su obra maestra Ulises  a pesar de haber sido advertido en al menos dos ocasiones por el Departamento de Finanzas sobre dificultades con los derechos de autor y el diseño. 

### Elementos del diseño faltantes
Las marcas de ceca, fechas y otros elementos del diseño que faltan en una moneda son el resultado de errores en el troquel o en el momento mismo de la acuñación. Un elemento de diseño que falta en el troquel cuando se fabrica es un error fundamental. Los elementos de diseño faltantes que ocurren porque los troqueles están inclinados y no golpean completamente las caras de los cospeles se conocen como troqueles desalineados. Es posible que falte un elemento del diseño porque materia extraña, como la grasa, tapa la cavidad en la que normalmente fluiría el metal del cospel por la presión del golpe. Este error también se conoce como empaste de cuño u objeto extraño interpuesto. Aunque esto involucra a un cuño, generalmente se considera un error en el momento de la acuñación, pero se incluye aquí por razones de completitud.

### Duplicación de cuño

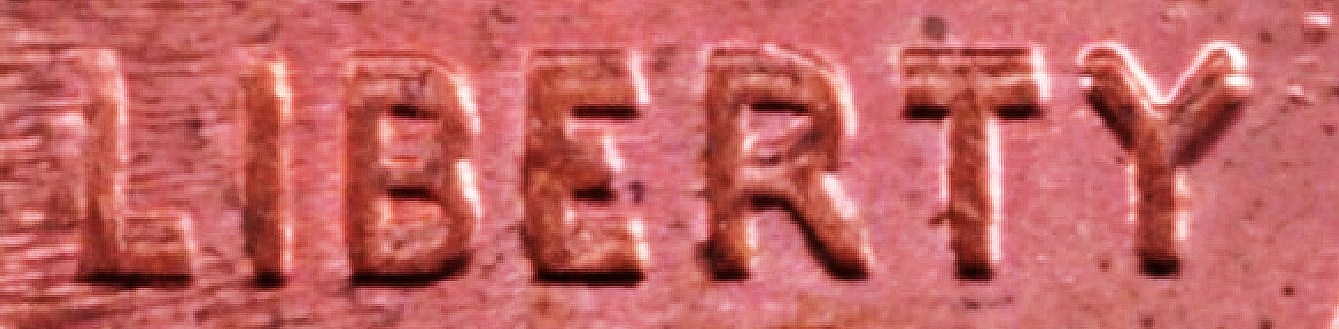
Duplicado de la palabra LIBERTAD en una moneda de un centavo Lincoln estadounidense de 1995 con doubled die

Una duplicación de cuño (doubled die) ocurre cuando un cuño recibe una impresión adicional desalineada desde el punzón. Las monedas con sobrefecha, como la moneda de diez centavos Mercury de EE. UU. con fecha 1942/1 y la moneda de níquel Buffalo de EE. UU. con fecha 1918/7, también corresponden a duplicados de cuño. Ambos están catalogados por CONECA como doubled dies clase III.  La clase III significa que el troquel fue fabricado con punzones con diferentes "diseños" (o con punzones que tenían diferentes fechas). No son fechas regrabadas con un punzón manual, ya que las fechas están grabadas en el punzón de reprodución. Algunos casos de deterioro de cuño también pueden parecer duplicación.

### Defectos en el cuño: grietas, roturas y piquetes

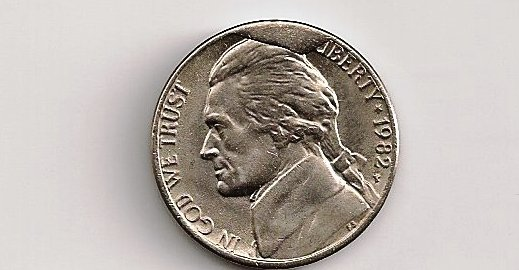
Troquel roto que da como resultado un "descantillado" sobre la cabeza de Jefferson

Los troqueles pueden agrietarse durante el uso, produciendo líneas irregulares y elevadas en la superficie de las monedas acuñadas subsecuentemente. En las monedas de EE. UU., muchas monedas de dólar Morgan muestran ligeras grietas en el troquel. Los cuños con grietas, especialmente aquellos que tienen grietas cerca del borde, a veces se rompen. La pieza rota puede permanecer en su posición o caerse. Las grietas en los troqueles y las roturas en los troqueles con fragmentos retenidos en la cámara de acuñación pueden ser difíciles de distinguir. Los descantillados retenidos cruzan la cara de la moneda de borde a borde y la superficie de un lado de la rotura es ligeramente más alta que la del otro. Las monedas acuñadas después del desprendimiento de un fragmento del cuño tienen un superficie elevada, redondeada y sin acuñar en la zona correspondiente al fragmento faltante. Estas monedas son conocidas por los coleccionistas como cuds. A veces, una fragmento se desprende desde una zona interior del troquel. Estas son llamadas "piquetes en el troquel" y también aparecen en las monedas acuñadas con dichos troqueles como áreas elevadas, redondeadas y sin acuñar.

### Choque de cuños
Se produce un choque de troqueles cuando los troqueles del anverso y del reverso se dañan al chocar entre sí porque no hay un cospel entre ellos. Debido a la enorme presión utilizada, partes del diseño de la cara de un troquel pueden quedar impresas en el otro. A los cospeles posteriormente golpeados por los troqueles afectados les es transferida una imagen distorsionada. Un ejemplo muy conocido es la moneda de medio dólar Franklin "Bugs Bunny" de 1955, donde parte del ala del águila del reverso da a Franklin la imagen de dientes salientes. 

### Errores de punzonado manual
Históricamente, algunos elementos del diseño cerca del perímetro exterior de un troquel se agregaban con una herramienta manual porque con la tecnología de esa época   era difícil usar una prensa para transferir los elementos del diseño centrales y perimetrales al mismo tiempo. Además, algunos troqueles se fabricaron sin marcas de ceca ni fechas para permitir su uso en diferentes casas de moneda. Un técnico de troqueles agregaba de manera manual los elementos faltantes usando un punzón, una pequeña varilla de acero con una imagen de una letra o un número sobre ella, y golpeando el punzón con un martillo presionando la imagen en el troquel. Si la imagen no era lo suficientemente profunda, el técnico repetiría el proceso. Los punzonados colocados en una posición diferente entre golpes producirán una imagen duplicada, llamada repunch.  Los golpes dobles ocurren cuando el golpe se repite en una segunda ubicación. A veces los técnicos utilizan un punzón con una letra o un número incorrecto o de tamaño incorrecto. Un ejemplo bien conocido de una pequeña marca de ceca es la moneda de diez centavos Mercury estadounidense "Micro S" de 1945-S, cuando la ceca utilizó un antiguo punzón destinado a las monedas de Filipinas .  Un ejemplo mucho más raro es el medio dólar estadounidense Barber "Micro O" de 1892-O, que puede haber surgido del breve uso de un punzón con la marca de ceca destinada a los cuartos de dólar.  El mismo error ocurrió con la moneda de diez centavos Barber de EE. UU. del año 1905-O. Se conocen numerosos ejemplos de este error. Las técnicas modernas han eliminado la necesidad de agregar elementos del diseño mediante punzonado manual, ya que ahora los diseños se transfieren de manera completa y se incluyen en cada paso del proceso de fabricación de punzones y cuños. 

### Sobrefechas y sobremarca de ceca
En el pasado, las casas de moneda hacían uso intensivo de los troqueles. A principio de un año, las casas de moneda grababan una nueva fecha sobre la antigua en los troqueles que estaban en uso. En el caso de las monedas del siglo XIX, es difícil calificar una sobrefecha como un "error", ya que esto es el resultado de un reciclaje intencional del troquel. Una sobremarca de ceca se produce cuando se graba una segunda marca de ceca sobre una marca de ceca anterior después de la transferencia de un troquel de una casa de moneda a otra. Un ejemplo bien conocido es el dólar de plata Morgan de 1900, cuando los troqueles de reverso con "CC" debajo del águila fueron enviados desde la Casa de la Moneda de Carson City a la Casa de la Moneda de Nueva Orleans, donde se les dio una "O". Un caso similar ocurrió en 1938, cuando se fabricó un troquel de reverso para el níquel búfalo para la Casa de la Moneda de San Francisco, porque solo ese año, la Casa de la Moneda de Denver fabricó estas monedas con una "D" grabada sobre la "S".

### Mula
Se le denomina "mula" a una moneda fabricada con cuños que nunca fueron diseñados para ser utilizados juntos. Un ejemplo es una moneda acuñada con troqueles diseñados para diferentes denominaciones de monedas, o una moneda acuñada con dos troqueles que carecen de año de acuñación, lo que da como resultado una moneda "sin fecha".
Los troqueles deben estar correctamente alineados en las prensas para que las monedas se acuñen correctamente. Se producen errores cuando los troqueles están desplazados, inclinados o girados. Los errores de desplazamiento ocurren cuando el cuño martillo no está centrado sobre el cuño yunque (el inferior), lo que generalmente da como resultado un anverso descentrado, pero un reverso centrado. Los errores de inclinación ocurren cuando las caras de los cuños no están paralelas, lo que produce monedas más delgadas a lo largo de un borde y, a veces, provoca que falten elementos de diseño a lo largo del borde opuesto debido a que no se ejerce suficiente presión sobre ese borde. Los errores de rotación ocurren cuando las imágenes de los troqueles de anverso y reverso se giran desde sus posiciones normales, como cuando la imagen del reverso está en ángulo recto con respecto al anverso.

## Errores en el momento de la acuñación
Los errores en el momento de la acuñación ocurren cuando se golpea el cospel. Se trata de un fallo en el proceso de fabricación y no en el troquel o en el cospel. Los numismáticos suelen valorar las monedas con errores de acuñación frente a los ejemplares perfectamente acuñados, que tienden a ser más comunes, pero menos que las monedas con errores en los cuños, que suelen ser más raras, lo que las hace valiosas.

### Broadstrike
Los errores llamados Broadstrike se producen cuando la virola o collar (el troquel circular que rodea al troquel inferior) funciona mal. El collar evita que el metal del cospel fluya fuera de los límites del cuño. Todas las denominaciones de monedas estadounidenses con este error tienen bordes lisos.

### Objeto extraño interpuesto en la acuñación
Una moneda con esta falla se produce cuando un objeto extraño se interpone entre un troquel y un cospel en el momento de la acuñación. El contorno de ese objeto se presiona sobre la superficie del cospel. Los ejemplos más comunes incluyen objetos duros como grapas, virutas de metal y otras monedas, así como objetos blandos como tela y grasa. Los objetos duros dejan contornos definidos y, en ocasiones, se adhieren al hueco produciendo una moneda llamada "objeto interpuesto en la acuñación retenido". Cuando es otro cospel el que se interpone en la acuñación se utiliza el término brockage (que se analiza más adelante). Cuando el objeto "interpuesto" es un cospel, el resultado es una moneda de una sola cara con una cara acuñada y una cara en blanco (ver más abajo). Cuando el objeto "interpuesto" es otra moneda, y esa moneda se adhiere a un troquel (en lugar de la otra moneda), la moneda adherida se denomina "tapa de cuño" (que se analiza a continuación). Dos monedas que se adhieren entre sí se llaman "pares enlazados". Los objetos más blandos, como la grasa, pueden rellenar los espacios bajo el plano de la cara de un troquel, generando monedas con elementos del diseño con apariencia borrosa. Estos errores a menudo se denominan "monedas con elementos faltantes" (discutidos anteriormente y también "cuños rellenos"). (Un gran ejemplo de este tipo de error ocurrió en 1922, cuando sólo la Casa de la Moneda de Denver acuñaba los centavos de Lincoln. Como resultado de los intentos de la Casa de la Moneda de acelerar la producción, se aplicó una cantidad tan grande de grasa excesiva a los troqueles que la marca de ceca era poco clara y, por lo tanto, no se veía o se veía una imagen débil de ella en los centavos con fecha 1922. Estos son muy populares entre los coleccionistas.) 

### Moneda de una sola cara
Una moneda de una sola cara resulta de apilar dos cospeles, uno encima del otro, en el momento de la acuñación. Esto produce dos monedas: una con sólo la imagen del anverso y una segunda con sólo la imagen del reverso. Los cospeles pueden estar centradas sobre el troquel produciendo una imagen completa en cada moneda o descentradas produciendo imágenes parciales en cada lado. En la imagen adjunta del reverso en blanco, se ve la sombra o contorno del perfil de Lincoln del anverso de la moneda.

### Tapa de cuño

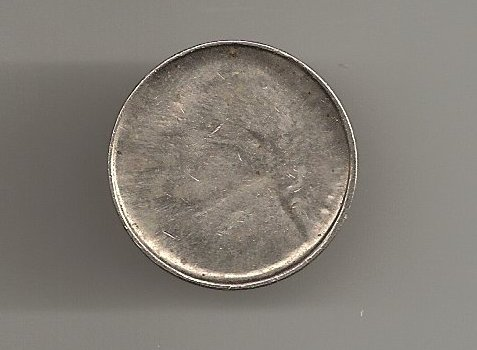
Tapa de cuño

Una moneda acuñada permanece en un troquel y deja su impresión que se desvanece lentamente (llamada brockage) en las monedas acuñadas posteriormente.  Los golpes posteriores hacen que la moneda atascada cambie gradualmente de forma si no se saca, lo que finalmente hace que adopte una forma de cúpula similar a la tapa de una botella .

### Brockage

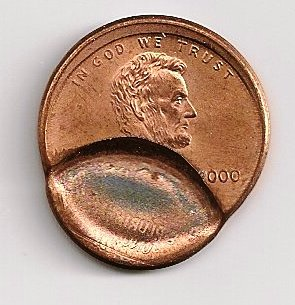
La imagen del monumento a Lincoln se puede ver cerca de la parte inferior de la moneda.

El brockage es un tipo de error en el cual un lado de una moneda tiene un diseño normal y el otro lado tiene una imagen espejo del mismo diseño. Este se produce cuando una moneda acuñada no logra ser expulsada de la cámara de acuñación y esta es alimentada con un nuevo cospel que queda posicionado entre la moneda acuñada y el cuño martillo. Este último golpea el segundo cospel dejando su imagen en un lado mientras presiona el cospel contra la moneda previamente atascada que hunde su imagen en el lado opuesto. La mayoría de los brockages están descentrados, pero los brockages totalmente superpuestos son los más deseables.

### Golpes múltiples
Una acuñación múltiple, también denominada doble exposición, ocurre cuando la moneda tiene imágenes adicionales por haber sido acuñada nuevamente de manera descentrada. El resultado a veces se confunde con un "duplicado de cuño". En ocasiones, una moneda se da vuelta entre dos impactos, de modo que la segunda imagen es la del lado opuesto de la moneda.

### Golpe descentrado
Una moneda descentrada se produce cuando el cospel se acuña una vez, pero este está descentrado con respecto a los cuños. A diferencia de un broadstrike, el golpe de los cuños no es en el centro del cospel. Esto da como resultado una moneda que no es circular. Como consecuencia, la moneda adquiere un aspecto extraño y se pueden ver varias partes de la moneda sin acuñación. Las monedas pueden variar en valor debido a qué tan descentradas están acuñadas, aunque las monedas con fechas completas son más deseables que las monedas sin fecha o con dígitos faltantes. 

### Doble denominación
Una moneda con doble denominación es aquella que ha sido acuñada dos veces entre troqueles de diferentes denominaciones, como una vez entre troqueles de níquel y otra vez entre troqueles de veinticinco centavos. El término se utiliza a veces para referirse a una moneda acuñada con el cospel equivocado (ver más abajo).

### Acuñación en cospel equivocado
A veces, los cospeles de una denominación de moneda se depositan en una cámara de acuñación equipada con cuños de otra denominación. Esto da como resultado una moneda acuñada con un diseño pensado para una moneda de tamaño diferente. Los errores resultantes son apreciados por los coleccionistas, aunque generalmente se detectan durante el proceso de fabricación y se destruyen. A estos errores a veces se les llama monedas de "doble denominación", pero ese término también se utiliza para referirse a monedas acuñadas una segunda vez con troqueles de una denominación diferente.
Un error mucho más raro es una moneda acuñada en un cospel extranjero. Esto ocurrió ocasionalmente con las monedas de los Estados Unidos (y antes de eso, de las colonias estadounidenses) en los siglos XVII, XVIII y XIX. En el siglo XX se descubren menos errores en monedas con cospeles extranjeros, pero todavía ocurren cuando los gobiernos extranjeros contratan a la U.S. Mint para que produzca monedas para ellos, y pueden tener un alto valor. Recientes encapsulaciones y ventas en subastas revelan ejemplos de acuñaciones de 1995 y 1996 en cospeles extranjeros. Se acuñaron unos pocos centavos de Lincoln de 1996 en cospeles destinados originalmente para producir monedas de Singapur. Hay centavos de Lincoln con fecha de 1997-D, 1998 y 2000 acuñados en cospeles extranjeros, pero no identificados por PCGS o NGC en cuanto al país al que estaba destinada la acuñación. Un error de cospel que se vendió por $5462.50 en Heritage Auctions en agosto de 2010 es un níquel estadounidense sin fecha acuñado sobre una moneda peruana de 5 centavos de 1960. 

### Monedas unidas o relacionadas
Conjunto de dos o más monedas acuñadas al mismo tiempo o durante acuñaciones sucesivas sobre uno o más troqueles, estas monedas, con los errores resultantes, se relacionan entre sí y encajan formando un conjunto. 

## Daños posteriores a la acuñación

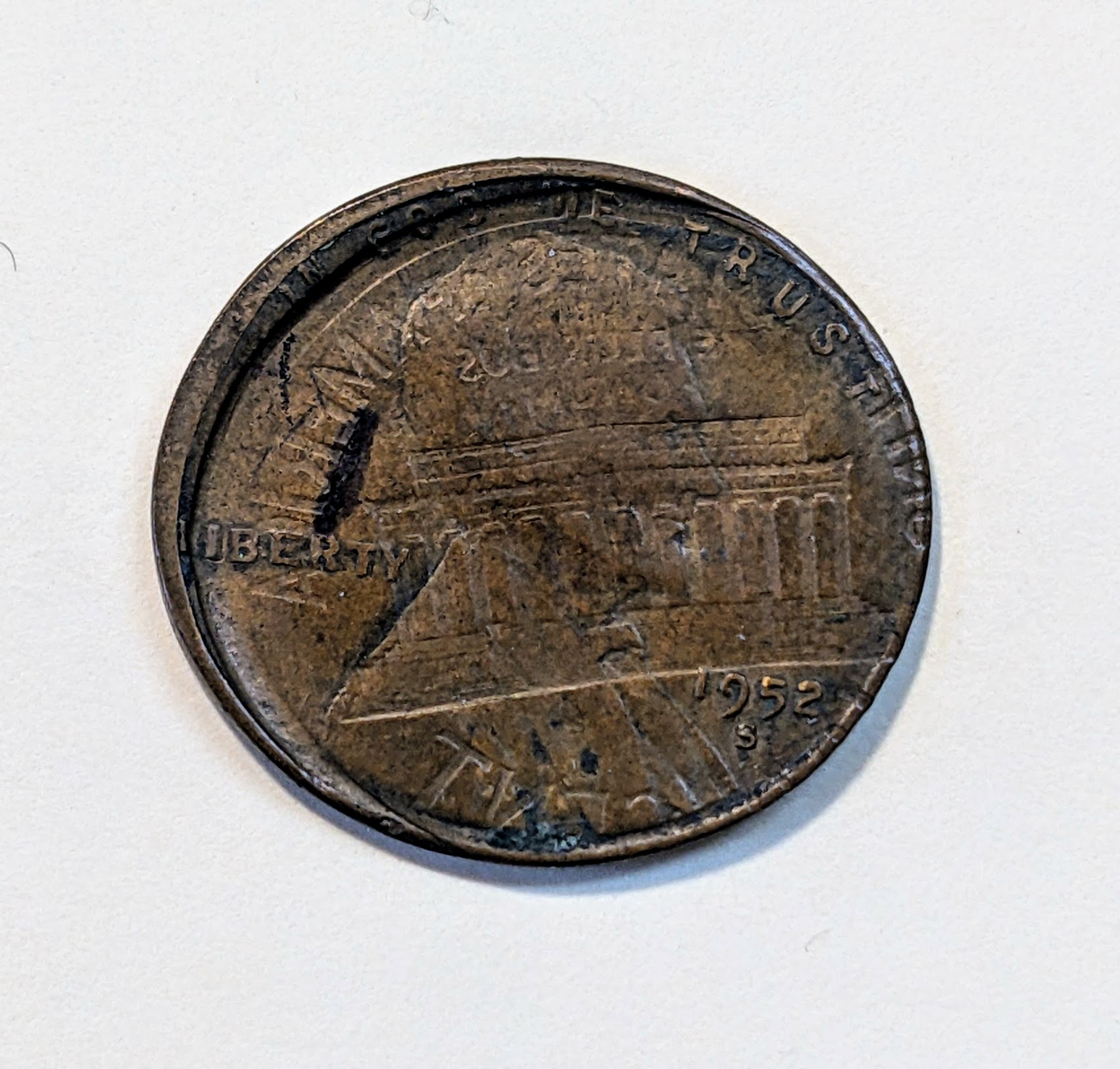
Centavo estadounidense de Lincoln (anverso) con impresión de un reverso de Lincoln debido al daño post-acuñación causado por un tren

Las monedas con errores auténticos a menudo se confunden con monedas que presentan daños posteriores a su acuñación. Estas monedas se dañan (se rayan, se graban, se mutilan, se aplanan) después de la acuñación final, ya sea de manera accidental o deliberada. Si se producen daños en la Casa de la Moneda después del proceso de acuñación, por ejemplo durante una manipulación automatizada posterior, se consideran daños posteriores a la acuñación. Las monedas en circulación pueden sufrir corrosión, rayones, deformaciones y abolladuras, que en ocasiones pueden parecer errores de acuñación. 

## Valor numismático de las monedas con error
Al igual que otras monedas, el valor de los errores se basa en parte en la rareza y en parte en la condición. En general, los errores en monedas de baja denominación son menos valiosos que los errores en monedas de más alta denominación simplemente porque se acuñan más monedas de este tipo, lo que genera más errores disponibles. Debido a las mejoras en la producción y la inspección, los errores modernos son más raros y esto afecta el valor.  Algunos tipos de errores, como cospeles mordidos, golpes en los bordes y objetos extraños interpuestos en la acuñación, pueden ser falsificados. Muchas de las monedas con errores se venden sin graduar debido a su relativamente bajo valor en relación con el costo de la certificación. Además, los servicios de graduación de monedas a menudo no detectan los errores. Las sobrefechas, las mulas, brockage, las de doble denominación y las acuñadas con cospel equivocado suelen ser errores valiosos. Sin embargo, los errores en las monedas antiguas, medievales y de mayor valor pueden ser perjudiciales para el valor numismático de la moneda.